# 石珪 (御史中丞)
石珪，顺州人，元朝官员，石天麟之子。
其父石天麟在至大二年（1309年）八月去世，石珪官至治书侍御史，升枢密副使，又为侍御史，拜河南江北行中书省右丞、南台御史中丞。后去世。其弟怀都，袭任断事官，官至刑部尚书、荆湖北道宣慰使。怀都子哈蓝赤，袭任断事官。